# Romang
Romang är en ö i Indonesien.   Den ligger i provinsen Moluckerna, i den östra delen av landet, 2 300 km öster om huvudstaden Jakarta. Arean är 178 kvadratkilometer.
Terrängen på Romang är lite kuperad. Öns högsta punkt är 730 meter över havet. Den sträcker sig 18,1 kilometer i nord-sydlig riktning, och 18,3 kilometer i öst-västlig riktning.